# Delicious Vinyl
Delicious Vinyl — американский лейбл звукозаписи, принадлежащий Universal Music Group, входит в состав Interscope Records. Расположен в Лос-Анджелесе.

## Список исполнителей
- Born Jamericans
- Brand New Heavies
- Bucwheed
- Def Jef
- Fatlip
- The Pharcyde
- Jesse Jaymes
- Tone Loc
- Masta Ace
- Young MC
- Mr Vegas
- Mellow Man Ace
- The Wascals
- Machel Montano